# Green Hill (Indiana)
Green Hill est une petite localité non incorporée du Medina Township, comté de Warren, dans l'Indiana, aux États-Unis. Elle est située dans la partie nord-est du comté de Warren, à environ 21 km au nord-est du siège du comté, Williamsport, à 8 km au sud d'Otterbein et à moins de deux kilomètres de la frontière avec le comté de Tippecanoe. Green Hill est bordée au nord et à l'ouest par le ruisseau Little Pine Creek.
Green Hill a été fondée en 1832 ; elle est connue sous son nom actuel depuis 1869.